# Brasão de Cordeirópolis

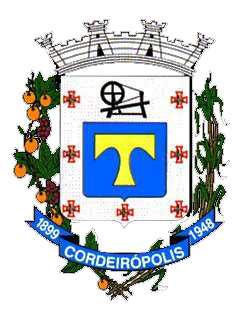
Brasão de armas

O brasão de Cordeirópolis é um dos símbolos do município de Cordeirópolis, município localizado no estado de São Paulo, Brasil, criado pela Lei Municipal nº 483/1967 e alterado pela Lei nº 1793/1993.

## Descrição
É um escudo samnítico, encimado pela coroa mural de seis torres, de prata. Em campo blau, a cruz "Tau" posta em abismo. Bordadura de prata, carregada com sete cruzes páteas de goles e vazias de prata, e em chefe uma roca de fiar de sable. Como suportes, à destra um galho de laranjeira sobreposto a outro de cafeeiro, ambos frutificados, e à sinistra, hastes de cana de açúcar ao natural, entrecruzados em ponta, sobre os quais se sobrepôs um listel de blau, contendo em letras de prata o topônimo "Cordeirópolis", ladeado pelos milésimos 1899 e 1948.